# 在日メキシコ人
在日メキシコ人（ざいにちメキシコじん）は、日本に一定期間在住するメキシコ国籍の人々である。

## 統計
日本の法務省の在留外国人統計によると、2023年12月末時点で在日メキシコ人は3,504人である。
在留資格別（6位まで）
| 順位 | 在留資格                 | 人数  |
| ---- | ------------------------ | ----- |
| 1    | 永住者                   | 1,006 |
| 2    | 日本人の配偶者等         | 668   |
| 3    | 留学                     | 603   |
| 4    | 技術・人文知識・国際業務 | 411   |
| 5    | 家族滞在                 | 196   |
| 6    | 定住者                   | 166   |

都道府県別（7位まで）
| 順位 | 都道府県 | 人数 |
| ---- | -------- | ---- |
| 1    | 東京     | 979  |
| 2    | 神奈川   | 362  |
| 3    | 千葉     | 317  |
| 4    | 大阪     | 228  |
| 5    | 愛知     | 169  |
| 6    | 埼玉     | 168  |
| 7    | 京都     | 157  |

## 著名人

### プロ野球選手
- ジャフェット・アマダー
- ナルシソ・エルビラ
- カリーム・ガルシア
- ルイス・ガルシア
- ルイス・クルーズ
- クリスチャン・ビヤヌエバ
- ルイス・メンドーサ

### プロレスラー
- ブラック・キャット
- リッキー・マルビン
- スペル・クレイジー
- ビオレント・ジャック
- ファビー・アパッチェ
- マリー・アパッチェ
- 浜田文子
- ソチ浜田
- エステル・モレノ

### その他スポーツ関係者
- ハビエル・アギーレ
- アダム・パラダ